# Joël Vredenburg

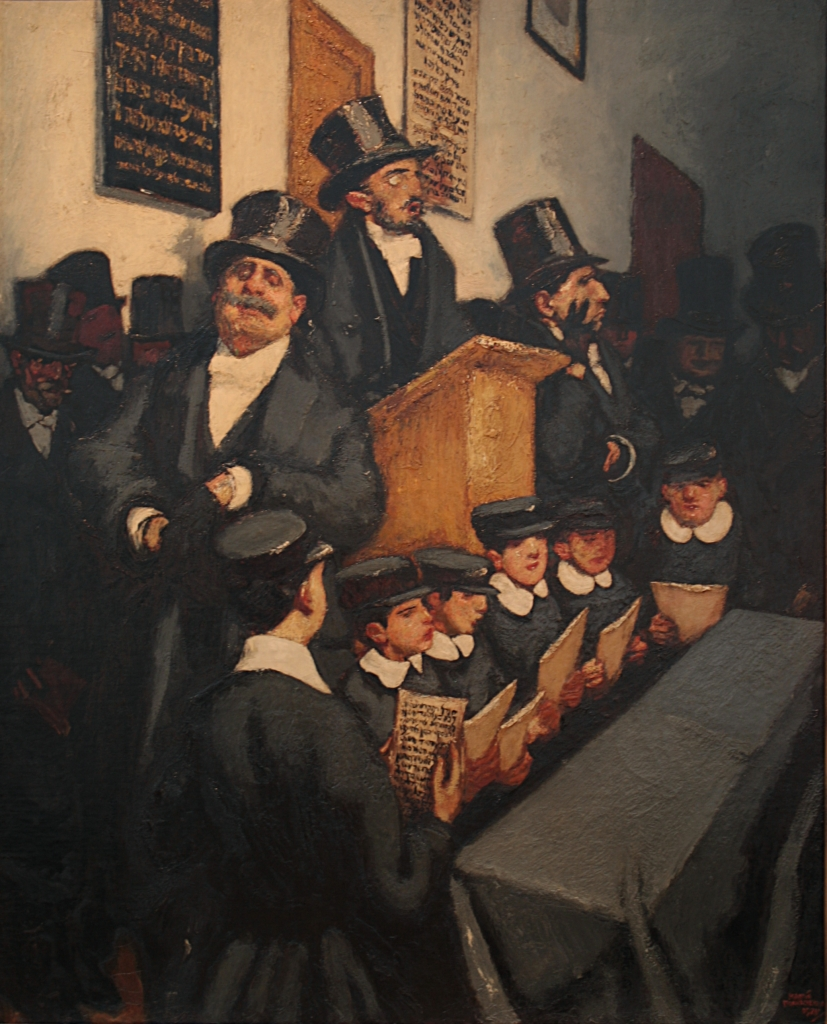
De weesjongetjes, of Toespraak van opperrabbijn Joel Vredenburg bij de begrafenisdienst voor Gustaf Sigismund Gompen (Martin Monnickendam)

Joël Joseph Vredenburg, (Amsterdam, 24 juli 1866 – Amsterdam, 16 maart 1943) was een Nederlands rabbijn die zijn opleiding heeft afgelegd aan het Nederlands Israëlitisch Seminarium, alwaar hij ook leraar was. Hij heeft verscheidene functies bekleed en werd in 1918 opperrabbijn in Gelderland.

## Levensloop
Reeds op 24-jarige leeftijd legde Vredenburg met goed gevolg het kandidaatsexamen af in de klassieke letteren. Dit was tevens een voorwaarde om het rabbijnsexamen aan het Nederlands Israëlitisch Seminarium met succes af te leggen. Om het examen voor rabbijn te mogen afleggen werd namelijk geëist dat men minimaal een kandidaatsexamen had afgelegd aan één der erkende universiteiten. In 1891 legde hij het moree-examen (hoogste joodse rabbijnengraad) af, waarna hij tot directeur werd benoemd van de Godsdienst-Armenschool, leraar werd aan het Beth Hamidrasj alsmede leraar-consulent van Talmud Tora in Amsterdam. Ook was hij voorzitter van de examencommissie voor godsdienstonderwijzers en theologen. In 1904 werd hij benoemd tot rabbijn van de Amsterdamse NIHS. Sinds de dood van opperrabbijn dr. J. H. Dünner in 1911 nam hij met A. S. Onderwijzer de vacante functie van Opperrabbijn van Noord-Holland (inclusief Amsterdam) waar. Nadat niet de meer joods-wetenschappelijk dan representatief gerichte Vredenburg maar Onderwijzer, die fysiek meer uitstraalde, in 1917 tot opvolger van Dünner werd gepromoveerd, verhuisde Vredenburg naar de "Mediene", de provincie, om daar opperrabbijn te worden. In mei 1918 werd hij in Arnhem geïnstalleerd als opperrabbijn van Gelderland. Hij bekleedde deze functie tot zijn pensionering in 1941, waarna Abraham Salomon Levisson zijn opvolger werd.
Joël Vredenburg was gehuwd met Esther Bamberger. Zij overleed te Arnhem op 12 mei 1939. Er is een gedenksteen voor haar geplaatst op Moscowa, de joodse begraafplaats te Arnhem. Het echtpaar had een zoon Izak, die net als zijn vader rabbijn was. Hij is samen met zijn vrouw Ganna Hirsch (dochter van de Zwolse operrabbijn S.J.S. Hirsch) op 23 juli 1943 in Sobibór vermoord. Tevens had het echtpaar een dochter Josine-Sientje (later: Shifra) Vredenburg die de Tweede Wereldoorlog zou overleven.
Joël Vredenburg overleed op 76-jarige leeftijd, in Amsterdam en werd in Arnhem begraven op het Joodse gedeelte van de begraafplaats Moscowa. Volgens sommigen zou hij in De Joodse Invalide (een Joods tehuis voor lichamelijk gehandicapten en bejaarden te Amsterdam) overleden zijn, maar dit berust met aan zekerheid grenzende waarschijnlijkheid op een misverstand.

## Thoravertaling en -verklaring
Joël Vredenburg heeft veel gepubliceerd op joods-wetenschappelijk gebied. Zo heeft onder meer de sidoer (joods gebedenboek) en de Thora in het Nederlands vertaald, gepaard gaande met een verklaring op de Thora. Door de herdruk van het Nederlands-Israëlitisch Kerkgenootschap in 1991 werd de verklaring wederom voor een groot Nederlands publiek toegankelijk.
De Nederlandstalige verklaring is uniek gezien de brede keuze die Vredenburg hanteerde om uit te citeren (als orthodoxe jood bleef hij niet bij de klassieke verklaarders maar citeerde hij ook moderne verklaarders) en gezien het feit er op dit gebied zeer weinig in het Nederlands is gepubliceerd. Dit laatste was dan ook de reden waarom het oorspronkelijk werd uitgegeven. In zijn "voorbericht" van de eerste druk in 1899 schrijft hij n.l.: ""Het moeilijkste gedeelte van den Bijbel is de Pentateuch". Hoewel voor menigeen schijnbaar een paradox, blijkt deze stelling bij eenigszins nadere beschouwing toch volkomen juist. Wél is in het algemeen de taal der Thora eenvoudig, de uiteenzetting helder,- maar het groote belang van den inhoud voor het practisch godsdienstig leven van den Israëliet, het gewicht van de historische gedeelten voor de ontwikkelingsgeschiedenis der menschheid in het algemeen en van Israël in het bijzonder maken elke bladzijde van dit "Boek der boeken" zoo belangwekkend, dat zeker geen geschrift ter wereld meer nauwkeurig is en wordt gelezen, - waardoor van zelve tal van opmerkingen worden gemaakt en moeilijkheden in het oog springen, die bij meer oppervlakkige behandeling zeker over het hoofd gezien zouden worden. Vandaar dat ook voor den leek, o.a. bij het aanhooren der wekelijksche voorlezingen uit den Pentateuch, dikwijls tal van vragen rijzen, waarop hij meestal te vergeefs het antwoord wacht."
De heruitgave van 1991 bevat het meest noodzakelijke: de tekst van de Thora met vertaling en verklaring en de Hebreeuwse tekst van de Haftarot. Om de omvang bij de herdruk beperkt te houden zijn de gebeden voor sjabbatochtend, de pioetiem, de "Vijf Rollen" en de vertaling van de Haftarot niet herdrukt.
In zijn verklaring haalt hij behoudens traditionele verklaarders als Rasjie, Ramban, Ibn Ezra en Sforno ook meer moderne verklaarders aan zoals Heidenheim, Mozes Mendelssohn, N.H. Wessely, en bestrijdt hij vertaalkeuzen van de christelijke bijbelcriticus Ferdinand Hitzig (zie Lev. XXIII:11). De verklaringen vormen veelal een toelichting op de vertaling, en in mindere mate een uitweiding op basis van Midrasj-bronnen. Sommige verklaringen zijn van de hand van Vredenburg zelf. De breedte, de stijl en de keuzes van verklaren reflecteren qua opleiding en studie de invalshoek van het Seminarium waaraan Vredenburg was opgeleid.